# Canton d'Axat
Le canton d'Axat est une ancienne division administrative française située dans le département de l'Aude.
Regroupé au canton de Quillan (devenu le 1er janvier 2016 le Canton de la Haute-Vallée de l'Aude), à la suite du découpage territorial de l'Aude entré en vigueur en mars 2015, défini par le décret du 21 février 2014

## Géographie
Ce canton était organisé autour d'Axat dans l'arrondissement de Limoux. Son altitude variait de 387 m (Cailla) à 2 447 m (Le Bousquet) pour une altitude moyenne de 761 m.

## Représentation

### Conseillers généraux de 1833 à 2015
- Le canton s'appelait "Canton de Roquefort-de-Sault" au dix-neuvième siècle.

| Période        | Période               | Identité                                | Étiquette    | Qualité |
| -------------- | --------------------- | --------------------------------------- | ------------ | --- |
| 1833           | 1834 (décédé 21 mars) | Jean Calaret                            |              | Propriétaire, Ancien Maire de Puilaurens                                                                                 |
| 1834 (4 mai)   | 1836                  | Lin Bonnel                              |              | Propriétaire maître de forge, Gincla, Conseiller d'arrondissement                                                        |
| 1836           | 1848                  | Ange Calaret                            |              | Propriétaire, Maire de Puilaurens                                                                                        |
| 1848 (5 avril) | 1848 (26 août)        | Jean-Hippolyte-Florentin, Debosque Père | Bonapartiste | Propriétaire à Espéraza, Nommé par le Commissaire du Gouvernement en vertu des pouvoirs spéciaux qui lui ont été confiés |
| 1848 (27 août) | 1852                  | Arnaud Debosque, fils Aîné              | Bonapartiste | Avocat et propriétaire à Espéraza                                                                                        |
| 1852           | 1867                  | Auguste Bruguière                       |              | Négociant, fondé de pouvoir de M. de La Rochefoucauld                                                                    |
| 1867           | 1871                  | Arnaud Debosque                         | Bonapartiste | Maire d'Espéraza |
| 1871           | 1889 (décès)          | Emile Montpellier                       | Droite       | Fondé de pouvoir à Quillan                                                                                               |
| 1889           | 1892 (décès)          | Pierre-Casimir Montpellier              | Droite       | propriétaire aux forges de Quillan                                                                                       |
| 1892           | 1895                  | Gabriel Bessieres                       | Républicain  | fondé de pouvoir à Quillan                                                                                               |
| 1895           | 1919                  | Clément Crambes                         | Rad.         | Docteur en Médecine, Puilaurens                                                                                          |
| 1919           | 1937                  | Paul Verdié                             | Rad.         | Industriel, Axat |
| 1937           | 1940                  | Jean Labat                              | SFIO         | Négociant, Maire d'Axat, conseiller d'arrondissement Nommé Conseiller départemental en 1942                              |
|                |                       |                                         |              | |
| 1945           | 1949                  | Augustin Nortier (1894-1976)            | SFIO         | Employé, Axat |
| 1949           | 1973                  | Emile Gorse                             | SFIO puis PS | Directeur d'Ecole, Maire d'Axat (1947-1971)                                                                              |
| 1973           | 1979                  | Alexandre Raynaud                       | PS           | Agent d'assurances, Maire d'Axat (1971-1983)                                                                             |
| 1979           | 1985                  | Jean-Paul Raynaud                       | PS           | Maire d'Axat (1983-1985)                                                                                                 |
| 1985           | 1992                  | Achille Vidal                           | PS           | Enseignant, Escouloubre                                                                                                  |
| 1992           | 2015                  | Marcel Martinez                         | PS           | Enseignant retraité Maire d'Axat (1989-2020) Vice-président du Conseil général                                           |

### Conseillers d'arrondissement (de 1833 à 1940)
| Période                                  | Période      | Identité                         | Étiquette                             | Qualité |
| ---------------------------------------- | ------------ | -------------------------------- | ------------------------------------- | --- |
| 1833                                     | 1834         | Lin Bonnel                       |                                       | Maitre de forges à Gincla                                                                                   |
| 1834                                     | 1836         | Marc Gazel (1788-1876)           |                                       | Médecin, avoué à Limoux                                                                                     |
| 1836                                     | 1845         | M. Poulhariès                    |                                       | Maître de forges à Gincla                                                                                   |
| 1845                                     | 1848         | Étienne Roche jeune (1800-1869)  |                                       | Maire d'Axat                                                                                                |
|                                          |              |                                  |                                       | |
| 1855                                     |              | Sylvain Daran                    |                                       | Propriétaire, maire d'Axat                                                                                  |
|                                          |              |                                  |                                       | |
|                                          | 1890 (décès) | M. Donjean                       |                                       | |
|                                          |              |                                  |                                       | |
| 1895                                     | 1910         | Baptiste Assens                  | Républicain progressiste puis Radical | Propriétaire à Roquefort                                                                                    |
| 1910                                     | 1919         | Mathieu Canel                    | Radical                               | Maire d'Axat                                                                                                |
| 1919                                     | 1922         | Léon-Baptiste Saurel (1869-1934) |                                       | Épicier, maire d'Axat                                                                                       |
| 1922                                     |              | Léon Bernou                      | Radical                               | Industriel à Axat                                                                                           |
|                                          | 1937         | Jean Labat                       | Soc.ind.                              | Maire d'Axat                                                                                                |
| 1937                                     | 1940         |                                  |                                       | |
| 1940                                     |              |                                  |                                       | Les conseils d'arrondissement ont été suspendus par la loi du 12 octobre 1940 et n'ont jamais été réactivés |
| Les données manquantes sont à compléter. |              |                                  |                                       | |

## Composition
Le canton d'Axat regroupait quatorze communes. 
| Nom                       | Code Insee | Intercommunalité         | Superficie (km2) | Population (dernière pop. légale) | Densité (hab./km2) |
| ------------------------- | ---------- | ------------------------ | ---------------- | --------------------------------- | ------------------ |
| Axat (chef-lieu)          | 11021      | CC des Pyrénées Audoises | 11,77            | 610 (2014)                        | 52                 |
| Artigues                  | 11017      | CC des Pyrénées Audoises | 6,29             | 77 (2014)                         | 12                 |
| Bessède-de-Sault          | 11038      | CC des Pyrénées Audoises | 15,04            | 63 (2014)                         | 4,2                |
| Le Bousquet               | 11047      | CC des Pyrénées Audoises | 25,99            | 42 (2014)                         | 1,6                |
| Cailla                    | 11060      | CC des Pyrénées Audoises | 7,64             | 50 (2014)                         | 6,5                |
| Le Clat                   | 11093      | CC des Pyrénées Audoises | 10,25            | 31 (2014)                         | 3                  |
| Counozouls                | 11104      | CC des Pyrénées Audoises | 27,80            | 45 (2014)                         | 1,6                |
| Escouloubre               | 11127      | CC des Pyrénées Audoises | 31,14            | 77 (2014)                         | 2,5                |
| Gincla                    | 11163      | CC des Pyrénées Audoises | 7,65             | 47 (2014)                         | 6,1                |
| Montfort-sur-Boulzane     | 11244      | CC des Pyrénées Audoises | 33,32            | 68 (2014)                         | 2                  |
| Puilaurens                | 11302      | CC des Pyrénées Audoises | 33,38            | 263 (2014)                        | 7,9                |
| Roquefort-de-Sault        | 11321      | CC des Pyrénées Audoises | 21,84            | 86 (2014)                         | 3,9                |
| Sainte-Colombe-sur-Guette | 11335      | CC des Pyrénées Audoises | 21,04            | 49 (2014)                         | 2,3                |
| Salvezines                | 11373      | CC des Pyrénées Audoises | 20,09            | 75 (2014)                         | 3,7                |

## Démographie
| 1962  | 1968  | 1975  | 1982  | 1990  | 1999  | 2006  | 2011  | 2012  |
| ----- | ----- | ----- | ----- | ----- | ----- | ----- | ----- | ----- |
| 2 654 | 2 463 | 2 009 | 2 074 | 1 994 | 1 856 | 1 783 | 1 629 | 1 614 |